# Rinno-ji

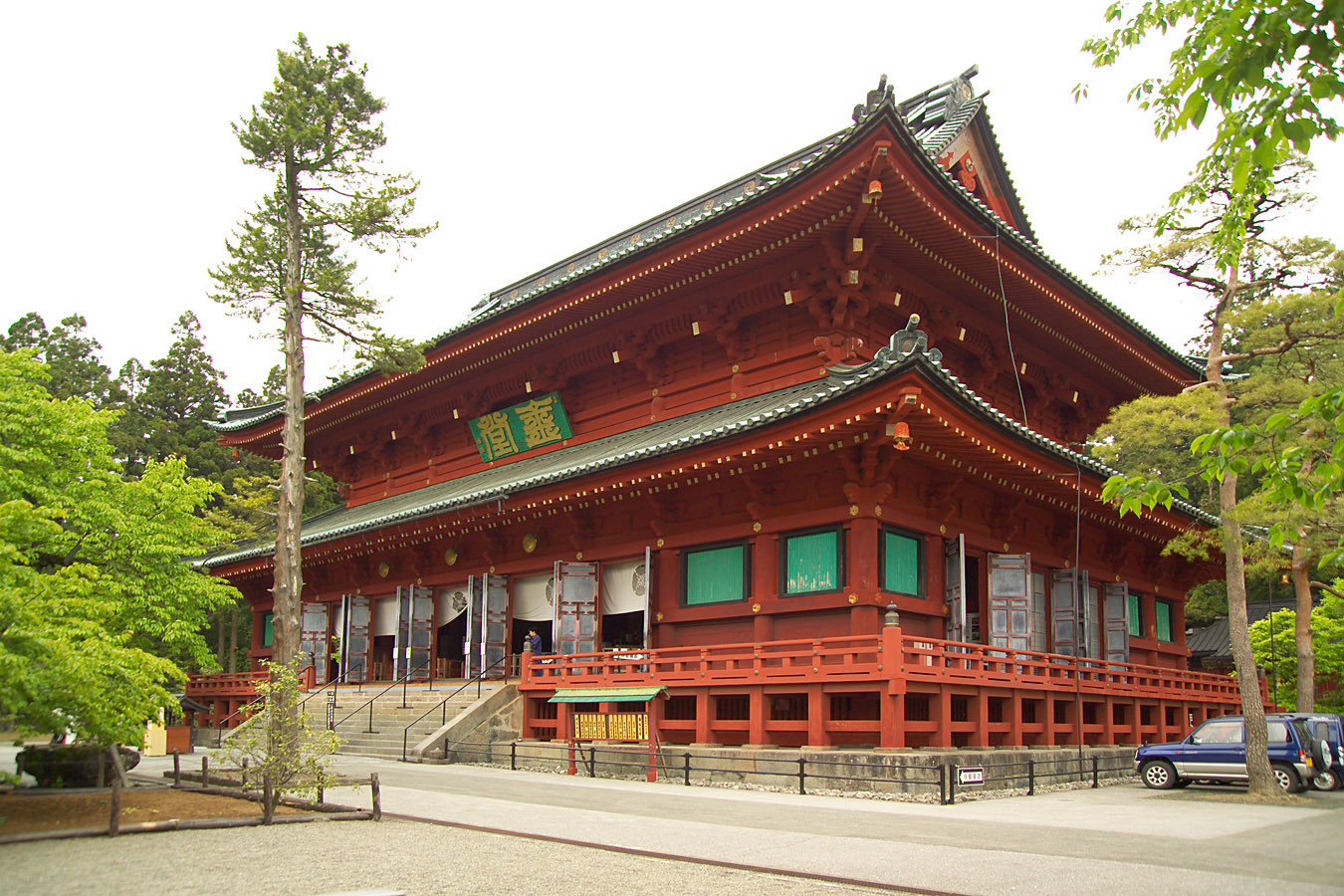
Sanbutsu-do

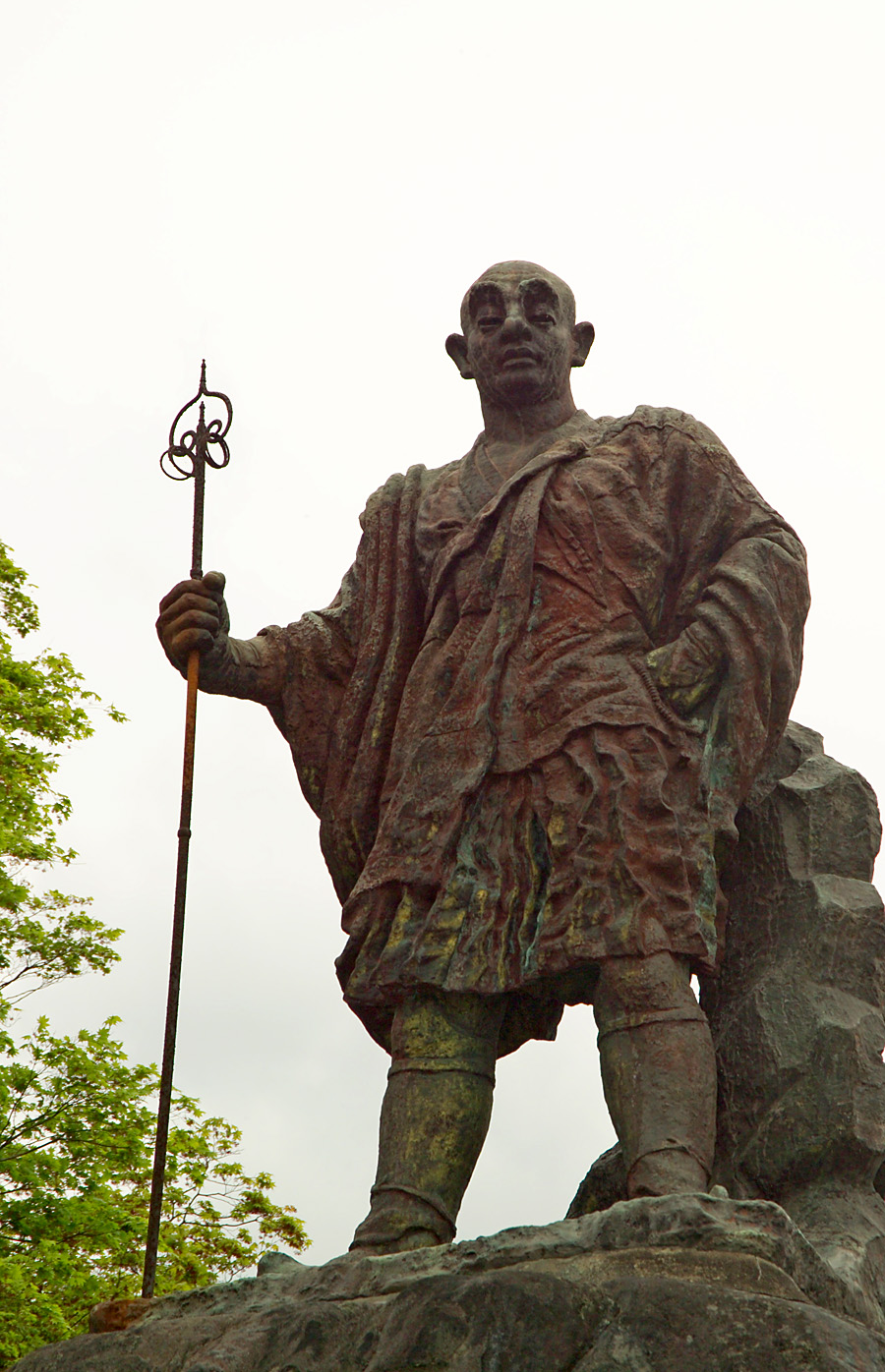
Shōdō Shōnin

Rinnō-ji  (Japans: 輪王寺) is de grootste boeddhistische tempel in Nikko, Japan. Zijn geschiedenis gaat terug tot de 8ste eeuw toen een boeddhistische monnik, Shodo Shonin, er een bedevaartsoord oprichtte.
De Shihonryu tempel die toen werd opgericht als de hoofdtempel van de Tendai sekte, ontwikkelde zich in de loop der jaren tot wat vandaag het Rinnoji tempelcomplex wordt genoemd, met zijn hoofdtempel en 15 kleinere gebouwen.
Op het terrein van de tempel zijn er twee vermaarde Japanse tuinen, de klassiek Shoyo tuin, die je via een cirkelvormig pad door de aangelegde landschappen brengt en de Karesansui tuin, in de stijl van Zen-tuinen, zoals die van de Ryoan-ji in Kioto, met een imaginaire zee van rotsen en wit zand.